# Antoni I de Saxònia
Antoni I de Saxònia (Dresden 1755 - Castell de Pillnitz 1836). Rei de Saxònia des de l'any 1827 fins a l'any 1836. Esdevingué, a la mort del seu germà, el segon rei de Saxònia.
Nascut a Dresden el 27 de desembre de 1755 essent fill del rei-elector Frederic Cristià I de Saxònia i de la princesa Maria Antònia de Baviera. Antoni era net per via paterna del rei Frederic August II de Saxònia i de l'arxiduquessa Maria Josepa d'Àustria; mentre que per via materna ho era de l'emperador Carles VII, emperador romanogermànic i de l'arxiduquessa Maria Amàlia d'Àustria.
El dia 29 de setembre de 1781 contragué matrimoni per poders a Torí amb la princesa Maria Carolina de Savòia, filla del rei Víctor Amadeu III de Sardenya i de la infanta Maria Antònia d'Espanya. Maria Carolina morí un any després d'haver contret matrimoni.
El 8 de setembre de 1787 contragué de nou matrimoni, aquesta vegada amb l'arxiduquessa Maria Teresa d'Àustria, filla de l'emperador Leopold II, emperador romanogermànic i de la infanta Maria Lluïsa d'Espanya. La parella tingué quatre fills, cap dels quals arribà a la vida adulta:
- SAR la princesa Maria Lluïsa de Saxònia, nada a Dresden el 1795 i morta a Dresden el 1796.

- SAR el príncep Frederic August de Saxònia, nat a Dresden el 1796 i mort el mateix dia de néixer.

- SAR la princesa Maria Joana de Saxònia, nada a Dresden el 1798 i morta l'any següent.

- SAR la princesa Maria Teresa de Saxònia, nada a Dresden el 1799 i morta el mateix dia de néixer.

Des de 1827 i fins al 1836 fou rei de Saxònia com a hereu del seu germà, el rei Frederic August I de Saxònia, que havia mort sense descendència masculina directe. A la mort d'Antoni, també sense descendència, heretà el tron de Saxònia, el rei Frederic August II de Saxònia.